# قمری زمینی سینه‌ساده
قمری زمینی سینه‌ساده (نام علمی: Columbina minuta) نام یک گونه از سرده قمری‌های زمینی آمریکایی است.